# Carl Magnus Stenbock
Vilfried Carl Magnus Benvenuto Stenbock, född 20 januari 1874 på slottet Kolk i Estland, död 14 mars 1923 i Linköping, var en svensk greve och biblioteksman.

## Biografi
Carl Magnus Stenbock föddes 1874 på slottet i Kolk i Estland. Han var son till verkställande direktören Nikolai Paul Fromhold Pontus Stenbock i Revaler Konsumverein och Magda Amalie Aline von Anders. Stenbock avlade mogenhetsexamen i Stockholm 16 december 1896 och blev i januari 1897 student vid Uppsala universitet. Han avlade första avdelningen av filosofie kandidatexamen vid univeristetet 29 maj 1900, andra delen av filosofie kandidatexamen vid universitet 31 januari 1901 och filosofie licentiatexamen 27 maj 1905. Stenbock promoverades till filosofie doktor 31 maj 1906. Han var extra ordinarie amanuens vid Kungliga biblioteket från 8 december 1906 och blev 31 december 1909 andre bibliotekarie där fram till 1916. Stenbock blev stiftsbibliotekarie vid Linköpings stifts- och landsbibliotek 1917.
Stenbock var redaktör för Personhistorisk tidskrift 1901–1916. Han invaldes som ledamot av Samfundet för utgivande av handskrifter rörande Skandinaviens historia 1914. Stenbock blev riddare av Vasaorden 1920.

### Familj
Stenbock gifte sig 8 juli 1907 på Herrborum i Sankt Anna socken med grevinnan Louise Mörner af Morlanda (1879–1978), dotter till godsägaren Adolf Nils Carl Mörner af Morlanda och Margareta Montgomery. De fick tillsammans sonen Magnus Stenbock (1911–2007).